# Ida da Bernícia
Ida (? – ca. 559) é o primeiro rei conhecido do Reino Anglo da Bernícia. Ida reinou do ano 547 até sua morte em 559. Pouco se sabe sobre sua vida ou sobre seu reinado, entretanto foi considerado o fundador de uma linhagem dinástica que, mais tarde, viria a ser reivindicada por reis anglo-saxões do norte da Inglaterra e do sul da Escócia. Seus descendentes venceram a resistência bretã e fundaram o reino da Nortúmbria.